# Xã Granby, Quận Newton, Missouri
Xã Granby (tiếng Anh: Granby Township) là một xã thuộc quận Newton, tiểu bang Missouri, Hoa Kỳ. Năm 2010, dân số của xã này là 4.595 người.